# Simon Fidati
Blahoslavený Simon Fidati z Cascie (česky též Šimon z Cascie, asi 1295 – 2. února 1348) byl italský římskokatolický kněz, člen řádu augustiniánů. Je znám zejména pro své literární dílo a příkladný křesťanský život. Od roku 1833 je katolickou církví uctíván jako blahoslavený.

## Život
Simon se narodil okolo roku 1295 v době florentské republiky v městečku Cascia, do významného místního rodu Fidati. O jeho dětství nemáme bližší informace. Nejprve začal studovat přírodní vědy, avšak záhy je vyměnil za teologii a biblistiku. Přibližně ve věku dvaceti let vstoupil do řádu augustiniánů.
Po roce 1318 začal kázat veřejně. Brzy získal věhlas jako kazatel zejména v Perugii, Bologni, Sieně a Florencii. Jeho přímý přístup k askezi a pokání mu postupně zajistil velké množství posluchačů. Velké množství jej začalo žádat o rady ohledně duchovního života. Jeho duchovním vůdcem byl blahoslavený Silvester z Valdiseve.
Věnoval se literární činnosti v latině i italštině. Je známo, že svým dílem ovlivnil sv. Ritu z Cascie a svým nejvýznamnějším dílem De Gestis Domini Salvatoris (Dílo našeho Spasitele) patrně Martina Luthera.
Věnoval se též osobám, které se z různých důvodů ocitly na okraji společnosti. Jednalo se zejména o prostitutky. Mnoho z nich se díky Simonovým kázáním obrátilo ke Kristu. Ve Florencii založil ženský klášter a také útočiště pro nesezdané matky.
Zemřel během morové rány 2. února 1348. Papežem Řehořem XVI. byl blahořečen dne 23. srpna 1833.